# 国充
国充（くにあて・国宛）とは、内裏や寺社の造営・修繕などのために必要な経費を特定の令制国に負担させること。

## 概要
国充・国宛の語が登場するのは、平安時代後期のことであるが、実際には10世紀の段階で行われていた。本来、こうした工事は諸国からの庸や調から捻出されていたが、10世紀になるとそれが困難になったために、区画や建物ごとに諸国に分担を割り当てて経費を負担させたのである。この他にも大粮や位禄などが不足した場合や臨時の公事に必要な経費を確保する場合にも国充で賄う場合があった。後者は諸国所課とも称され、代表的なものには大嘗祭などに用いる物資を確保するための臨時召物などがある（なお、臨時召物は院や摂関家が徴収する場合もあった）。
各国の国司は正税・不動穀などから費用を捻出して負担を果たす責めを負わされた。どうしても負担しきれない場合には国充を返上することも可能ではあったが、受領功過定における治国賞の評価などに影響が及んだことから、負担をせざるを得なかった。そのため、国司の私財から費用を捻出したり、『尾張国郡司百姓等解文』第4条にみられるような公田への臨時加徴を行ったりした。寛弘2年（1005年）の造宮定では、国衙が持つべき官物の損耗を防ぐために官物を内裏造営の国充に流用した国司は完成後の恩賞を預かれないこと（『小右記』寛弘2年12月21日条）としたため、臨時加徴による財源捻出の傾向に拍車をかけた。こうした臨時加徴は本来であれば違法であったが地方財政の悪化の中で朝廷もこれを厳しく取り締まることができず、また財源を確保できなかった国司からは官物（料物）である公廨稲や別納租穀などからの流用許可を求める「料物申請」も相次いだ。

### 一国平均役
こうした中で長久元年（1040年）には国司の申請に応える形で造内裏役を一国平均役として公田・荘園を問わずに臨時加徴をすることを公認したのである（長久元年12月28日官宣旨案:内閣文庫所蔵/『平安遺文』586号）。12世紀後半になると国司（受領）による成功も行われるようになった。本来、国充は行政機関である令制国、成功は国司個人が負担の対象とされているため、両者の性格は異なるものとされ、国司の私財より出されるべき成功の負担を理由に国充の上納が遅れたり出来なかったりすることはあってはならないことであったが、現実には成功を負担する国司の負担軽減のために臨時召物や済物が免除されたために国充収入が不足したり、一国平均役による国充の確保などが行われていた。また、成功の増加があったとしても、大量の人夫動員や特定国でしか産しない材料を用いる場合には成功では限界があり、その場合には国充による確保が行われたために成功が国充に取って代わる事はなかった。こうして、国充は一国平均役などに支えられて成功や諸司領とともに中世の朝廷財政を支える中心的な役目を果たした。